# Jegor Alexejewitsch Pogostnow
Jegor Alexejewitsch Pogostnow (russisch Егор Алексеевич Погостнов; * 1. März 2004 in Alexandrow) ist ein russischer Fußballspieler.

## Karriere

### Verein
Pogostnow begann seine Karriere bei Lokomotive Moskau. Im Mai 2022 absolvierte er sein erstes und zugleich einziges Spiel für das Farmteam Lokomotive-Kasanka Moskau in der Perwenstwo PFL. Nach der Saison 2021/22 zog sich Kasanka vom Spielbetrieb zurück. Im Juli 2022 stand er erstmals im Profikader von Lok. Sein Debüt in der Premjer-Liga gab er dann im November 2022 gegen Ural Jekaterinburg. Bis Saisonende kam er zu neun Einsätzen im Oberhaus.
In der Saison 2023/24 absolvierte er bis zur Winterpause vier Partien. Im März 2024 wurde Pogostnow nach Belarus an Arsenal Dsjarschynsk verliehen. Für Arsenal kam er zu 13 Einsätzen in der Wyschejschaja Liha, im Juli 2024 kehrte er vorzeitig wieder nach Moskau zurück.

### Nationalmannschaft
Pogostnow spielte zwischen 2019 und 2021 fünfmal für russische Jugendnationalteams.